# 黄笑生
黄笑生，是一位美国华人作家和律师。

## 生平
先后毕业于上海华东师范大学、外交学院国际法系、复旦大学和美国圣母大学法学院。1990年当选上海市普陀区人大代表。2002年取得纽约州律师执照，2006年出版畅销书《状告美国》，2019年出版长篇小说《扇摇两石》，2006年曾代理过华府移民局长史钩费（Robert Schofield）受贿发绿卡或公民纸给亚裔人士案的受害者。2021年3月代表40个EB5投资者家庭起诉美国国务院要求美国驻中国总领事馆开门办理签证服务，2021年11月代表140个EB5投资者家庭起诉美国国土安全部和美国国务院，要求恢复EB5签证和绿卡的发放，華人EB-5訴訟：區域中心投資移民計劃未失效 （页面存档备份，存于）。